# La Paloma (1959)
La Paloma ist ein deutscher Revuefilm aus dem Jahre 1959 von Paul Martin mit Karlheinz Böhm und Bibi Johns in den Hauptrollen.

## Handlung
Berlin, Ende der 1950er Jahre. Im Westteil der Stadt planen zwei Revuebühnen, das Metropol-Theater und das Plaza-Theater, ein Stück mit viel Musik, Gesang und Tanz herauszubringen, das bei beiden „La Paloma“ heißen soll und auf dem legendären Volkslied basiert, das bereits 1944 von Hans Albers in dem Filmerfolg „Große Freiheit Nr. 7“ geschmettert wurde. Die junge, hübsche, blonde Sängerin Birgit Hansen soll im Plaza die Hauptrolle übernehmen, während man im Metropol-Theater ganz auf den schmucken Robert Dahlberg baut. Beide Bühnendirektoren, die ergrauten aber noch immer temperamentvollen Herren Selten und Bauer, schenken sich nichts, um mit ihrer Show vor dem anderen herauszukommen und den jeweiligen Konkurrenten auszustechen. Keine Intrige scheint abwegig und hinterlistig genug, um dieses Ziel zu erreichen. Da beide Theater jedoch beträchtliche finanzielle Probleme haben, kommt der Direktor des Metropol-Theaters auf die Idee, dem Plaza Hauptdarstellerin Birgit abzuluchsen und sie an der eigenen Spielstätte groß herauszustellen. Bei dieser Abwerbung baut der Metropol-Direktor ganz auf den Charme des eleganten Frauenkenners Dahlberg. Während der ersten Treffen verliebt sich Birgit in den jungen Theaterstar, ohne dass sie von seiner Mission und seiner wahren Identität weiß. 
Die Proben an beiden Spielstätten beginnen. Die berühmten Kessler-Zwillinge treten als Tänzerinnen und Sängerinnen mit italienischen Melodien in beiden Theatern auf, ohne dass dies jemand von der Bühnenkonkurrenz auffällt. Auch die Showkonzepte beider Theater werden von denselben Autoren entwickelt, ohne dass man darüber den jeweiligen Mitbewerber informiert. Bei einem Treffen der beiden Hauptdarsteller Birgit und Robert in einer Bar singen drei in Deutschland stationierte US-Soldaten das Lied „Tom Dooley“, das von einem Jazzquartett begleitet wird. Während Robert Birgit „umdrehen“ und ans Metropol locken soll, versucht Birgit dasselbe mit Robert und macht ihm klar, dass er unbedingt mit ihr im Plaza-Theater auftreten müsse. Während dieses Kernhandlungsstranges treten in den Revue- und Musikanteilen der Geschichte immer wieder Gesangskünstler auf, darunter der Deutsch-Rock-‘n‘-Roller Ted Herold mit einer Country- bzw. sehr frühen Beat-Nummer. Der Direktor des Plaza lässt schließlich Birgit gegenüber Roberts Identität auffliegen, woraufhin der weibliche Revuestar im Streit die Bar verlässt. Zu einem Auftritt ist sie nun nicht mehr bereit und reist enttäuscht nach Lissabon ab, um dort einen Bekannten zu heiraten. Dahlberg reist ihr nach, doch noch immer enttäuscht und verletzt, weist sie ihn ab. Um die Produktionen der beiden Theater nicht zu gefährden, reist Birgit nach Deutschland zurück. Birgit und Robert finden sich. Zum Abschluss dieses Films singen US-Jazzlegende Louis Armstrong und der damalige Kinderstar Gabriele das deutsch-englische Wiegenlied „Uncle Satchmo‘s Lullaby“ (Onkel Satchmos Wiegenlied).

## Produktionsnotizen
La Paloma entstand im April/Mai 1959 vor Ort in Lissabon (Außenaufnahmen) sowie in den CCC-Studios von Berlin-Spandau und wurde am 24. Juli 1959 im Düsseldorfer Alhambra-Kino uraufgeführt.
Horst Wendlandt hatte die Herstellungsleitung, die Filmbauten schufen Helmut Nentwig, Heinrich Weidemann und Paul Markwitz. Claudia Herberg entwarf die Kostüme. Erwin Schänzle war Cheftontechniker. Kurt Jacob choreografierte die Tänze.

## Kritik
Im Filmdienst heißt es: „Mittelmäßiger, aufwendig ausgestatteter Revuefilm.“